# جائزة عالم الفانتازيا
جائزة عالم الفانتازيا (بالإنجليزية: World Fantasy Award)‏ عبارة عن مجموعة من الجوائز تُمنح كل عام لأفضل عمل أدب فنتازي تم نشره خلال السنة التقويمية السابقة.